# Флаг муниципального округа Сокольники
Флаг муниципального округа Соко́льники в Восточном административном округе города Москвы Российской Федерации — опознавательно-правовой знак, служащий официальным символом муниципального образования.
Ныне действующий флаг утверждён решением Совета депутатов муниципального округа Сокольники от 19 июня 2018 года № 17/5 и подлежит внесению в Государственный геральдический регистр Российской Федерации.

## Описание
«Прямоугольное двухстороннее полотнище с отношением ширины к длине 2:3, воспроизводящее фигуры из герба муниципального округа Сокольники, выполненные зелёным, белым, красным и жёлтым цветом».
Геральдическое описание герба муниципального округа Сокольники гласит: «В зелёном поле две левые серебряные перевязи и поверх всего — золотой коронованный сокол с серебряными лапами, обращённый вправо и сидящий со сложенными крыльями на червлёной перчатке в пояс и сжатой в кулак».

## Обоснование символики
Флаг муниципального округа Сокольники выполнен на основе герба муниципального округа Сокольники и повторяет его символику.
Жёлтый сокол, увенчанный жёлтой короной и сидящий на красной охотничьей рукавице, символизирует название и историю муниципального округа Сокольники. Сокольнические леса в XV—XVII веках были излюбленным местом великокняжеской и царской соколиной охоты, а в конце XIX века в Сокольнической роще на городские средства были прорублены регулярные лучевые просеки.
Три зелёные части, разделённые белым (серебром), символизируют изобилие зелёных насаждений, а также регулярную планировку парка Сокольники, возникшего на месте Сокольнической рощи в 1931 году.
Примененные во флаге цвета символизируют:
— зелёный цвет — символ весны, молодости, природы, роста;
— красный цвет (червлень) — символ труда, мужества, жизнеутверждающей силы, красоты и праздника;
— жёлтый цвет (золото) — символ высшей ценности, величия, богатства, урожая;
— белый цвет (серебро) — символ чистоты, совершенства и взаимопонимания.

## Первый флаг
Описание первого флага, утверждённого решением муниципального собрания «Сокольники» от 30 марта 2004 года № 3/3, гласило:
«Флаг муниципального образования Сокольники представляет собой двустороннее, прямоугольное полотнище с соотношением сторон 2:3.
В белом полотнище помещено изображение трёх зелёных наклонных от древка полос. Ширина каждой полосы и расстояние между полосами составляет 11/60 длины (11/40 ширины) полотнища флага. Угол наклона (между осевыми линиями древка и зелёных полос составляет 40 %).
В полотнище, частично перекрывая среднюю зелёную полосу, помещено изображение обращённого к древку жёлтого сокола, увенчанного жёлтой короной, и сидящего на красной охотничьей рукавице. Габаритные размеры изображения составляют 1/3 длины и 3/4 ширины полотнища, центр изображения на 1/24 смещён к боковому, противоположному древку, краю полотнища и равноудалён от верхнего и нижнего края полотнища».